# Allison DuBois
Allison DuBois, född 24 januari 1972 i Phoenix i Arizona, är en amerikansk författare och kontroversiellt spiritistiskt medium. Hon har hävdat att hon använt sina förmågor i amerikanska polisutredningar och arbetar som jurykonsult. Kritiker som försökt få detta verifierat har inte lyckats. TV-serien Medium är baserad på hennes liv.

## Biografi
På gymnasiet jobbade hon som praktikant vid den lokala åklagarmyndigheten i Phoenix och tog examen i political science och historia vid Arizona State University.

### Medium (TV-serien)
NBC:s dramaserie Medium baseras på Allison DuBois bok, Kyss dem inte farväl. Serien skapades av Glenn Gordon Caron, ansvarig för Moonlighting och många andra välkända TV-serier, och är också en av författarna till serien som produceras av Paramount Pictures och Grammnet, produktionsbolaget som ägs av den genom TV-succéerna Skål och Frasier välkände Kelsey Grammer. Patricia Arquette valdes för rollen som DuBois, på förslag av Carons flickvän. DuBois menade enligt TV Guide 9 januari 2005, att hon först ansåg att Arquette var för liberal att spela henne, och påpekade "jag menar, jag har ett vapen, jag har satt människor på Death Row. Jag ville vara säker på att detta var något som var OK för henne. Men hon försäkrade mig att hon ansåg att somliga människor skördar vad de sår."  
"Alla avsnitt är inte självbiografiska utan helt enkelt baserade på mina livserfarenheter. Det är en faktisk biografi av mitt liv och de människor som jag delar det med, med lite Hollywood-magi i tillägg," har DuBois sagt. Hon hävdar i både sin bok och i tidskriften Science Fiction Weekly 3 januari 2005, att programmet kan liknas vid hennes eget liv. Åtskilliga detaljer i Arquettes karaktär matchar DuBois eget liv, som till exempel makens namn, Joe, och det faktum att han är rymdtekniker. Både TV-karaktären och den verkliga DuBois har tre döttrar, och i pilotavsnittet konsulteras hon av Texas Rangers, den myndighet som den verkliga Allison DuBois hävdar att hon först arbetade med.

### Livet som medium
DuBois säger att hon har förmåga att kommunicera med bortgångna själar och att hon har använt sin förmåga att kontakta avlidna och deras efterlevande. Hon har också sagt att hon använder sina förmågor för att assistera polismyndigheter med att lösa brott, såsom Texas Rangers och polismyndigheten i Glendale, Arizona och att hon även använder sina övernaturliga förmågor som jurykonsult. 
DuBois berättar att hon blev medveten om att hon besatt spiritistiska förmågor när hon var 6 år gammal, även om hon använder uttrycken medium och profilerare om sig själv hellre än spiritist då hon tycker att detta ibland har en negativ klang. 
Allison DuBois tillbringade fyra år med att delta i olika vetenskapliga tester vid University of Arizona för att bidra till deras studier av medier och parapsykologiska fenomen. Dr. Gary Schwartz, professor vid Harvard Ph.D., och ledare av The VERITAS Research Project vid University of Arizonas Human Energy Systems Lab, hävdar att DuBois har parapsykologiska förmågor och i TV Guide 6 mars 2005 säger har att "Vem som helst som tittar närmare på bevisen kan inte annat än komma till slutsatsen att det är något väldigt verkligt som pågår här." Vid deras första möte sa Schwartz att DuBois helt korrekt beskrev en god vän till Schwartz som just hade avlidit. Schwartz imponerades och beslutade sig för att genomföra en serie experiment, inklusive ett i vilket DuBois hävdade att hon kontaktat den avlidne maken till en kvinna i England, fastän hon bara visste kvinnans namn. Kvinnan, som efter sessionen läste igenom transkriptionen, bekräftade att 80% av vad DuBois sa, stämde. Schwarts publicerade sin forskning i en bok med titeln The Truth About Medium. Enligt ett uttalade av DuBois har hon inte godkänt vare sig själva boken eller Schwartz metoder.

## Kritik
Skeptiker såsom Paul Kurtz och Ray Hyman, ordförande i Committee for Skeptical Inquiry (CSI), hävdar att DuBois inte alls har parapsykologiska förmågor. CSI:s Ray Hyman ifrågasätter den vetenskapliga integriteten vad gäller Schwartz närmande till sådana övernaturliga fenomen i artiklar skrivna för organisationen. Schwartz svarade med att hävda att det fanns logiska misstag i Hymans såväl som annan publicerad kritik vad gäller hans arbete. Schwartz experimentella metodologi är tillgänglig för offentlig analys via den engelskspråkiga versionen av Wikipedia. 
Skeptikern James Randi hävdar att människor som DuBois ger intrycket av övernaturliga förmågor genom kall avläsningsteknik. Som exempel hävdas att DuBois, då hon gjorde sin första avläsning av Schwartz, sagt till honom att hans avlidna vän sagt till henne "Jag vandrar inte själv", vilket Schwartz tolkade som en referens till det faktum att vännen var rullstolsbunden, något som DuBois inte kunde ha känt till. Randi hävdar att Schwartz reaktion var mer önsketänkande eftersom själva tanken att "inte vandra själv" kan betyda många olika saker och "definitivt inte beskriver någon i rullstol". Randi hävdar också att experiment som påstås ge positiva resultat vad gäller övernaturliga förmågor, såsom var fallet med DuBois, inte genomförs under korrekt vetenskaplig kontroll. I ljuset av Schwartz' försäkran att "några" av hans experiment med DuBois skedde under sådana förhållanden så ifrågasatte Randi varför inte alla av dem var det och pekar mot en rapport visande hur få av Schwartz' experiment som inte genomfördes i enlighet med standardiserade vetenskapliga protokoll. Dr Schwartz' svar, punkt för punkt, på Randis kritik publicerades 2005.
Randi har erbjudit sig att testa DuBois för sin One Million Dollar Challenge. Enligt Randi har DuBois tackat nej till hans utmaning.
Den tidigare FBI-profileraren, beteendevetenskaparen och MSNBC-analytikern Clint Van Zandt utmanar DuBois påståenden om att hjälpa polismyndigheter och hjälpa till att få fällande dödsdomar genom att argumentera att "Om människor med övernaturliga förmågor verkligen lyckades och om deras resultat inte bara var en konsekvens av lurendrejeri, eller skickliga förhörsmetoder, varför då inte inrätta parapsykologiska polisstyrkor, en riktigt X-Files-enhet, eller på andra sätt integrera dessa paranormala utredningsförmågor?"